# Црногорски конзулат у Скадру
Црногорски конзулат у Скадру отворен је почетком шездесетих година XIX века.
Прво црногорско дипломатско представништво у иностранству био је конзулат у Скадру (тадашње Османско царство), који је отпочео с радом 1863. године, чиме је отпочео развој њене дипломатско-конзуларне службе. Конзулат у Скадру посредовао је у рјешавању црногорско-османских пограничних спорова, водећи истовремено и бригу о заступању политичких и економских интереса Црне Горе у Османском царству, као и заштити црногорских држављана. Непосредно прије почетка црногорско-османског рата (1876) конзулат у Скадру престао је с радом, да би поново био отворен 1893. године.

## Конзули
- Јан Вацлик, први црногорски агент до краја 1864.
- Перо Пејовић, агент
- Раде Пламенац, агент[2]
- Лазар Мијушковић (1893-1902)[3]
- Славко Рамадановић, конзул
- Петар Пламенац, конзул
- Иво Јовићевић, конзул